# Marybeth Sant-Price
Marybeth Sant-Price, född 6 april 1995, är en amerikansk kortdistanslöpare.

## Karriär
I februari 2022 tog Sant-Price silver på 60 meter vid amerikanska inomhusmästerskapen i Spokane efter ett lopp på 7,08 sekunder, endast en hundradel bakom guldmedaljören Mikiah Brisco. I mars samma år vid inomhus-VM i Belgrad tog Sant-Price brons på 60 meter med ett tangerat personbästa på 7,04 sekunder.

## Tävlingar

### Nationella
- Amerikanska friidrottsmästerskapen (inomhus):
  - 2022:  Silver – 60 meter (7,08 sekunder, Spokane)[3]

## Personliga rekord
| Utomhus - 100 meter – 11,08 (Colorado Springs, 13 juni 2021) - 200 meter – 23,46 (Clovis, 11 maj 2019) | Inomhus - 60 meter – 7,04 (Fayetteville, 11 februari 2022) - 200 meter – 23,47 (Albuquerque, 22 februari 2019) |